# Larry Cohen (filmowiec)
Larry Cohen (ur. 15 lipca 1936 w Nowym Jorku, zm. 23 marca 2019 w Beverly Hills) – amerykański scenarzysta, reżyser i producent filmowy. Twórca filmów klasy B; m.in. z gatunku horroru, science fiction, a także w początkach kariery kilku filmów blaxploitation. Autor licznych scenariuszy filmowych; m.in. Adwokat diabła (1993) Sidneya Lumeta czy Telefon (2002) Joela Schumachera.

## Filmografia

### Reżyser
- Bone (1972)
- Czarny Cezar (1973)
- Piekło w środku Harlemu (1973)
- A jednak żyje (1974)
- Prywatne akta Hoovera (1977)
- A jednak żyje 2 (1978)
- Q (1982; lub inny tytuł Q – skrzydlaty wąż)
- Efekty specjalne (1984)
- Substancja (1985)
- A jednak żyje 3: Wyspa żyjących (1987)
- Powrót do miasteczka Salem (1987)
- Zła macocha (1989)
- Ambulans (1990)
- Przeżyć siebie (1995)
- Original Gangstas (1996)

### Scenarzysta
- Powrót siedmiu wspaniałych (1966; reż. Burt Kennedy)
- El Condor (1970; reż. John Guillermin)
- Brutalna gra (1982; reż. Richard T. Heffron)
- Bestseller (1987; reż. John Flynn)
- Maniakalny glina (1987; reż. William Lustig)
- Maniakalny glina 2 (1990; reż. William Lustig)
- Maniakalny glina 3 (1993; reż. William Lustig)
- Adwokat diabła (1993; reż. Sidney Lumet)
- Wujek Sam (1996; reż. William Lustig)
- Dawca (1998; reż. Mark L. Lester)
- Telefon (2002; reż. Joel Schumacher)
- Komórka (2004; reż. David R. Ellis)
- Sadysta (2007; reż. Roland Joffé)
- To żyje (2008; remake horroru Cohena z 1974 (A jednak żyje))
- Skasowane wiadomości (2009)

oraz poza tym jest autorem scenariuszy do wszystkich wyreżyserowanych przez siebie filmów (tytuły wymienione wyżej); a także scenariuszy odcinków popularnych seriali TV, m.in.: Ścigany, Columbo, Nowojorscy gliniarze.